# تشيكا كورودا
تشيكا كورودا (باليابانية: 黒田チカ؛ بالكانا: くろだ チカ) هي كيميائية يابانية، ولدت في 24 مارس 1884 في ساغا في اليابان، وتوفيت في 8 نوفمبر 1968.

## سيرتها الذاتية
ولدت كورودا عام 1884 في محافظة ساغا، والتحقت بدار ساغا للمعلمات، ثم تخرجت منها عام 1901 وعملت مدرسة لعام واحد بعد تخرجها. ثم دخلت قسم العلوم في دار ريكا العليا للمعلمات عام 1902 وتخرجت عام 1906.
درّست كورودا بعدها في دار فوكوي للمعلمات قبل أن تُسجّل ضمن برنامج الخريجين في دار كينكيوكا العليا للمعلمات عام 1907. وبعد أن أنهت الدراسة عام 1909، أصبحت معيدة في دار طوكيو العليا للمعلمات.
وفي عام 1913، عندما أصبحت جامعة توهوكو الإمبراطورية أول جامعة تتيح للنساء الدراسة ضمنها، سجّلت كورودا وقُبلت في قسم الكيمياء ضمن كلية العلوم، وكانت بذلك أول امرأة تدرس ضمن كلية العلوم. وأشرف البروفيسور ريكو ماجيما على دراستها، وهو من ألهم كورودا ونمّى شغفها تجاه الكيمياء العضوية، وتحديداً مجال الأصبغة الطبيعية، حيث أشرف ماجيما على بحثها المتحمور حول صباغ Lithospermum erythrorhizon الأرجواني. أنهت كورودا درجة البكالوريوس في العلوم وتخرجت عام 1916، وأصبحت لذلك أول امرأة في اليابان تتخرج بشهادة بكالوريوس في العلوم.
عينتها جامعة توهوكو الإمبراطورية في منصب معيدٍ عقب تخرجها عام 1916، وأصبحت كورودا بروفيسورة في دارس طوكيو العليا للمعلمات عام 1918. وفي العام ذاته، كانت كورودا أول امرأة تطرح عرضاً تقديمياً أمام الجمعية الكيميائية اليابانية، حيث قدّمت بحثها المتعلق بصباغ Lithospermum erythrorhizon. التحقت كورودا بجامعة أوكسفورد عام 1921، وأجرت هناك أبحاثاً حول مشتقات حمض الفثالونيك تحت إشراف ويليام هنري بيركِن. وعادت إلى اليابان عام 1923 لاستكمال عملها في دار طوكيو العليا للمعلمات.
وفي عام 1924، أرسلها معهد RIKEN في بعثة لإجراء بحثٍ حول بنية الكارثامين، وهو الصباغ المشتق من نباتات العصفر. وحصلت بفضل هذا البحث، المعنون تحت “تركيب الكارثامين”، على شهادة دكتوراه في العلوم عام 1929. وهكذا أصبحت ثاني امرأة في اليابان تحصل على شهادة الدكتوراه، أما المرأة الأولى فهي كونو ياسوي.
أجرت كورودا الكثير من الأبحاث خلال ثلاثينيات وأربعينيات القرن الماضي، وكانت هذه الأبحاث حول الأصبغة المستخرجة من نبات الوعلان الشائع وقشرة الباذنجان وفول الصويا الأسود وأوراق الشيسو الأحمر وأشواك قنفذ البحر، بالإضافة إلى مشتقات النفتوكينون. كما نالت كورودا جائزة ماجيمي الممنوحة من طرف الجمعية الكيميائية اليابانية عام 1936، وعينتها جامعة أوتشانوميزو بروفيسورة عام 1949، كما بدأت بحثها حول صباغة قشر البصل في الفترة ذاتها. حيث قادها استخراج بلورات الكيرسيتين من قشر البصل إلى اكتشاف وتصنيع الكيروتين سي، والذي أصبح بدوره مستخدماً في صناعة الأدوية الخافضة لضغط الدم.
تقاعدت كورودا من عملها عام 1952، ولكنها استمرت بإلقاء المحاضرات في جامعة أوتشانوميزو بصفتها بروفيسورة متقاعدة. وحصلت عام 1959 على ميدالية بشريط أرجواني، وهي إحدى الميداليات الفخرية في اليابان، كما مُنحت وسام التاج الثمين عام 1965. لكنها أصيبت عام 1967 بمرض قلبي، وتوفت في الثامن من شهر تشرين الثاني عام 1968 في مدينة فوكوكا، حيث كانت تبلغ من العمر 84 عاماً.